# 레오니트 티빌로프

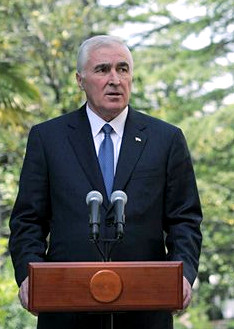
레오니트 티빌로프

레오니트 하리토노비치 티빌로프(오세트어: Тыбылты Харитъоны фырт Леонид, 러시아어: Леонид Харитонович Тибилов, 조지아어: ლეონიდ თიბილოვი, 1952년 3월 28일 ~ )는 남오세티야의 정치인으로, 2012년 4월 19일부터 2017년 4월 21일까지 3대 대통령을 지냈다.
| 전임 바딤 브롭체프 (권한 대행) | 제3대 남오세티야의 대통령 2012년 ~ 2017년 | 후임 아나톨리 비빌로프 |